# Afraflacilla epiblemoides
Afraflacilla epiblemoides là một loài nhện trong họ Salticidae.
Loài này thuộc chi Afraflacilla. Afraflacilla epiblemoides được Chyzer miêu tả năm 1891.